# Hoezo?
Hoezo? is het debuutalbum van de Belgische band Clouseau. Het werd uitgebracht in 1989 en geproduceerd door Roland Verlooven en Raymond van het Groenewoud.

## Tracklist
1. Brandweer
2. Ze zit achter me aan
3. Louise
4. Daar gaat ze
5. Alleen met jou
6. Dansen
7. Anne
8. Verlangen (met Ingeborg)
9. Fiets
10. Kamerplant
11. Zij is van mij
12. Gefluister en geschreeuw
13. Wil niet dat je weggaat

## Meewerkende muzikanten
- Muzikanten:
  - Bob Savenberg (drums)
  - Tjenne Berghmans (gitaar)
  - Karel Theys (basgitaar)
  - Koen Wauters (zang)
  - Kris Wauters (keyboards)
  - Ingeborg Sergeant (zang)